# 里夏德·罗施特尔
里夏德·罗施特尔（德語：Richard Röstel，1872年—？），德国男子竞技体操运动员。他曾获得1896年夏季奥运会体操比赛男子团体单杠和团体双杠金牌。他在该届奥运会也参加了数个个人小项。